# Katharina Baur
Katharina Baur (* 1988 in Weilheim in Oberbayern) ist eine deutsche Historikerin, Musikerin und Hörfunkmoderatorin. Sie leitet das Zentrum für Volksmusik, Literatur und Popularmusik des Bezirks Oberbayern in Bruckmühl.

## Leben und Wirken
Katharina Baur wuchs im Tölzer Land auf. An der Universität Augsburg studierte sie Germanistik sowie Kunst- und Kulturgeschichte. Ihre Doktorarbeit verfasste sie zu Leben und Werk der deutsch-jüdischen Schriftstellerin Paula Buber, für die sie einen Teilnachlass Bubers erschloss und für die Übergabe an die National Library of Israel vorbereitete. Neben Lehraufträgen an der Universität Augsburg arbeitete sie an Lehr- und Forschungsprojekten mit und kuratierte Ausstellungen.
Als Moderatorin und Autorin ist sie für die Sender Bayern 1 und BR Heimat tätig. Seit 2014 tritt sie mit Bernhard Gruber, Berni Filser und Florian Gröninger als Teil der Brettl-Spitzen-Musi regelmäßig als Geigerin in der Fernsehsendung Brettl-Spitzen des Bayerischen Rundfunks auf.
Seit Juni 2021 leitet Baur eine erweiterte volksmusikalische Sammlung, die seit 1999 im ehemaligen Krankenhauses des Marktes Bruckmühl untergebracht war. Dieses Gebäude wurde 2017 vom Bezirk Oberbayern erworben. Nach Umbau wurde aus dem früheren Volksmusikarchiv seit November 2020 das Zentrum für Volksmusik, Literatur & Popularmusik (Zemuli). In dieser Eigenschaft obliegt Baur die Erweiterung und Neuausrichtung der Einrichtung.

## Ausstellungen und Vorträge
- 2017 – „Zäh, genial, unbedenklich. Die Schriftstellerin Paula Buber.“ In Kooperation mit der Universität Augsburg und dem Jüdischen Museum Augsburg-Schwaben[11]
- 2018 – „Zäh, genial, unbedenklich.“ Die Schriftstellerin Paula Buber (1877–1958) – Gesellschaft CJZ Rhein-Neckar e. V. in Heppenheim[12]
- 2019 – „Heimat. Gesucht. Geliebt. Verloren“ im Kloster Beuerberg für die Erzdiözese München-Freising